# Billie Allen
Pour les articles homonymes, voir Billie.
Billie Allen est une actrice américaine, née le 13 janvier 1925 à Richmond (Virginie), morte le 29 décembre 2015 à New York. Elle était l’une des premières actrices afro-américaines à apparaître à la télévision américaine

## Filmographie

### Cinéma
- 1949 : Souls of Sin : Etta Mason
- 1964 : Dans la peau d'un noir (en) : Vertell
- 1978 : The Wiz : Aunt Em's Party
- 1979 : Qui a tué le président? : Receptionist
- 1982 : Losing Ground : Mother

### Télévision

#### Séries télévisées
- 1955-1959 : The Phil Silvers Show : WAC Billie
- 1956 : The Edge of Night : Ada Chandler #1 (1973-1975)
- 1960 : Play of the Week : Ruthir
- 1961 : Les accusés : Nurse Charniss
- 1961 : Route 66 : Cora Adams
- 1961-1962 : Car 54, Where Are You? : Mrs. Anderson / Mrs. Dave Anderson
- 1963-1965 : The Doctors and the Nurses : Lois Harley / Wilma
- 1964 : Mr. Broadway : Harriet
- 1991 : New York - Police judiciaire : Juge West

#### Téléfilms
- 1994 : Au nom de la justice : Ida Rawlins
- 1996 : The Prosecutors : Evelyn